# بلال براهیمی
بلال براهیمی (عربی: بلال براهيمي؛ زادهٔ ۱۴ مارس ۲۰۰۰) بازیکن فوتبال اهل الجزایر است.
از باشگاه‌هایی که در آن بازی کرده‌است می‌توان به باشگاه فوتبال میدلزبرو اشاره کرد.
وی همچنین در تیم‌های ملی فوتبال زیر ۱۹ سال فرانسه و الجزایر بازی کرده‌است.